# Alyaksey Lyahchylin
Alyaksey Dzmitryyevich Lyahchylin (tiếng Belarus: Аляксей Дзмітрыевіч Лягчылін; tiếng Nga: Алексей Дмитриевич Легчилин; sinh 11 tháng 4 năm 1992) là một cầu thủ bóng đá Belarus hiện tại thi đấu cho Neman Grodno.

## Sự nghiệp
Sinh ra ở Grodno, Lyahchylin bắt đầu chơi bóng ở hệ thống trẻ của FC Neman Grodno. Anh gia nhập đội chính và ra mắt tại Giải bóng đá ngoại hạng Belarus năm 2009.

## Danh hiệu
Dinamo Brest
- Vô địch Cúp bóng đá Belarus: 2016–17